# Materia (fizyka)

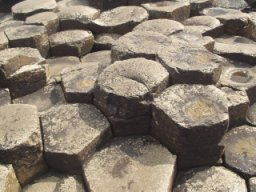
Skały jako przykład materii

Materia – termin fizyczny, posiadający kilka definicji, powstałych na przestrzeni lat w wyniku postępującego rozwoju i rozumienia nauk ścisłych.

## Historia pojęcia „materia” w fizyce

### Kartezjusz i Newton
Spór co do zakresu znaczeniowego pojęcia „materia” pojawił się wśród fizyków już w epoce formowania się fizyki jako nauki, tj. w wieku XVII.
Według Kartezjusza, materia to byt rozciągły w przestrzeni, wypełniający ją całą, przy braku próżni absolutnej, podzielny nieskończenie, nie tylko w postaci ciał (cząstek), ale subtelnego materiału przenoszącego oddziaływania między nimi (Meteorologia 1637, Zasady filozofii 1644). Koncepcja ta była nieco zbliżona do tej, jaka wynika z fizyki współczesnej, lecz czysto spekulatywna. Dlatego zwyciężyła koncepcja przedstawiona przez Izaaka Newtona: świat składa się z ciał zbudowanych z twardych i sztywnych, niepodzielnych cząstek, nieprzenikliwych (jedno miejsce może zajmować jedna tylko cząstka), rozciągłych w absolutnej przestrzeni i trwających w absolutnym czasie, zdolnych do ruchu, obdarzonych bezwładnością (masą bezwładną) i ważkością (masą ważką), rozdzielonych absolutną próżnią; oddziaływania przenoszą się na odległość (przez próżnię, bez pośrednictwa ciał materialnych), z nieskończoną prędkością (Philosophiae naturalis principia mathematica 1687, Optyka 1704). Podstawowym atrybutem materii i miarą jej ilości (a w fizyce posiadanie cech mierzalnych decyduje o uznaniu danego bytu za realny), jest w tym ujęciu masa. Koncepcja ta wydawała się mieć mocne oparcie w ścisłych prawach fizyki newtonowskiej (dynamiki i teorii grawitacji) i stała się filozoficzną podstawą dalszego rozwoju mechaniki klasycznej, a następnie, po uznaniu ciepła za skutek ruchu cząstek (Herapath, Carnot), kinetycznej teorii gazów i termodynamiki. Rozwój fizyki wydawał się dowodzić nieistnienia imponderabiliów – bytów istniejących obiektywnie, rozciągłych, lecz nie posiadających masy, takich jak cieplik.

### Problem eteru – ostatniego z imponderabiliów
Newton przyjmował, że światło jest strumieniem cząstek o właściwościach zgodnych z jego koncepcją materii (Optyka 1704). Jednak już w 1678 Huygens sformułował koncepcję światła jako fali (podłużnej) (Traktat o świetle 1690). Odkrycie przez Younga w 1801 dyfrakcji i interferencji światła (choć oba te zjawiska były obserwowane już w XVII wieku, także przez Newtona), wydawało się jednoznacznie potwierdzać tę hipotezę. Pozostawał jednak problem ośrodka, w którym fala ta się rozchodziła (nazwanego przez Huygensa eterem). Eter nie posiadał masy, wypełniał próżnię fizyczną, był niezwykle sprężysty. Co gorsza, gdy po odkryciu (Malus 1809) polaryzacji światła, okazało się ono falą poprzeczną (Young 1817), eterowi trzeba było przypisać jednocześnie doskonałą ściśliwość, jakiej nie mają nawet gazy, i sztywność charakterystyczną dla ciała stałego.

### Pole – nowy obiekt fizyczny. Faraday i Maxwell
Koncepcja pola, jako formy opisu matematycznego zjawisk w ośrodkach ciągłych została sformułowana pod koniec XVIII i na początku XIX wieku (Cauchy 1822).
W 1844 Michał Faraday wysunął hipotezę, że nośnikiem oddziaływań elektrycznych i magnetycznych jest istniejący realnie byt nazwany później polem elektromagnetycznym, wypełniające całą przestrzeń między ciałami masywnymi (atomami). Nawiązał przy tym do koncepcji Rudjera Boškovicia (1783), odrzucając ideę oddziaływania na odległość z nieskończoną prędkością. Maxwell w 1862 opracował teorię tego pola, uznając światło za jego drgania (falę elektromagnetyczną).
Teoria Faradaya – Maxwella była pierwszą teorią ujmującą rzeczywistość fizyczną w kategorie nie-newtonowskie, w pewnym sensie zwrotem w kierunku kartezjańskiej koncepcji materii, lecz już nie w formie spekulatywnej, a naukowej (zmatematyzowanej i potwierdzonej doświadczalnie – Hertz 1887).
Faraday wysunął też hipotezę istnienia pola grawitacyjnego: moc stale istnieje [...] w całej nieskończonej przestrzeni, bez względu na to, czy tam są wtórne ciała, na które mogłaby podziałać siła grawitacji; i to [...] wokół każdej istniejącej cząstki materii.
Faraday, niekiedy traktował pole jako formę materii: materia jest obecna wszędzie, i nie ma przestrzeni pośredniczącej, która by nie była przez nią zajęta [...], to co naprawdę jest materią jednego atomu, dotyka materii jego sąsiadów, niekiedy ograniczał pojęcie materii do newtonowskiego, uznając je jakby za błędne: atomy są tylko centrami sił lub mocy, a nie cząstkami materii [...] substancja składa się z mocy, nigdy jednak nie negował realnego istnienia atomów.
Własności pola elektromagnetycznego nie dawały się sprowadzić do praw mechaniki klasycznej. To oraz odkrycie promieniotwórczości (łamiącej prawo zachowania masy) spowodowało pod koniec XIX wieku załamanie się materializmu mechanistycznego, jako filozoficznego fundamentu fizyki i światopoglądu fizyków. Stało się jasne, że tradycyjne, newtonowskie pojęcie materii nie odpowiada całej rzeczywistości fizycznej i nie wszystkie zjawiska fizyczne redukują się do mechaniki. Należało albo przyjąć, że istnieją dwie zupełnie różne jakościowo (choć obie istniejące obiektywnie), formy materii: masywna (korpuskularna, substancjalna) i bezmasowa (polowa, promienista), albo przyjmując newtonowskie pojęcie materii, nie zaliczać do niej pola. Masa przestała być atrybutem materii, a pojęcie „materia” przestało być jednoznacznie określone. Okazało się też, że pole elektromagnetyczne posiada energię, choć (jak wtedy sądzono) nie posiada masy. Niektórzy fizycy, jak Ostwald, uznali więc, że energię należy traktować jak realny byt, a nie tylko abstrakcyjną wielkość fizyczną i sprowadzili materię do roli jednego tylko z rodzajów energii (energetyzm). Inni, jak Mach, sprowadzali całą rzeczywistość do ciągu wrażeń, które Mach nazywał elementami i zanegowali całkowicie istnienie materii, jako obiektywnej rzeczywistości, a co najmniej użyteczność w fizyce tego pojęcia (empiriokrytycyzm). Wiek XX przyniósł dwie rewolucje naukowe, teorię względności i mechanikę kwantową, które sprowadziły fizykę Newtona do roli uproszczonego modelu rzeczywistości.

### Jedność po raz pierwszy – Einstein

#### Szczególna teoria względności
Z równań Maxwella wynika, że światło ma stałą prędkość względem dowolnego obserwatora, co oznacza, że prawa elektrodynamiki nie są niezmiennicze względem przekształcenia Galileusza, i nie daje się wyjaśnić prawami mechaniki Newtona. W latach 1900–1904 Lorentz i Poincaré opracowali nowe przekształcenie współrzędnych przestrzennych i czasu przy zmianie obserwatora (tzw. transformację Lorentza), uważali je jednak za czysto matematyczny wybieg lub, co najwyżej, szczególną właściwość pola elektromagnetycznego, co wydawało się odróżniać pole od ciał masywnych, których ruch opisywać miało nadal przekształcenie Galileusza.
W 1905 Albert Einstein zbadał konsekwencje transformacji Lorentza, uznając ją już nie za wybieg matematyczny, a za opis rzeczywistych praw fizyki, dotyczących nie tylko pola elektromagnetycznego, ale także poruszających się ciał i tworząc szczególną teorię względności – fundament mechaniki relatywistycznej.
Zgodnie ze szczególną teorią względności, każdy obiekt fizyczny (zarówno ciało, jak i kwant pola), posiada pęd i energię, związane zależnością:
{\displaystyle E^{2}-(pc)^{2}=E_{0}^{2},}
gdzie {\displaystyle E_{0}} – energia spoczynkowa (energia w układzie odniesienia, w którym pęd obiektu jest zerowy).
Energia spoczynkowa jest powiązana z masą obiektu zależnością:
{\displaystyle E_{0}=m_{0}c^{2},}
gdzie {\displaystyle m_{0}} oznacza masę spoczynkową.
Obiekt fizyczny o niezerowej masie spoczynkowej to ciało fizyczne.
Każdemu obiektowi fizycznemu można też przypisać tzw. masę relatywistyczną {\displaystyle m_{rel}=E/c^{2},} przy czym mogą istnieć obiekty o niezerowej energii (masie relatywistycznej) i niezerowym pędzie, a zerowej energii (masie) spoczynkowej, dla których {\displaystyle E=pc} i {\displaystyle m_{rel}=p/c.} Przykładem jest pole elektromagnetyczne, które ma zerową masę spoczynkową, lecz niezerową energię (Poynting 1884) i niezerowy pęd (ciśnienie promieniowania).
Na gruncie szczególnej teorii względności można jako materialne określić albo wyłącznie obiekty fizyczne posiadające niezerową masę spoczynkową (ciała fizyczne), albo wszystkie obiekty posiadające niezerową energię. Szczególna teoria względności nie obejmuje pola grawitacyjnego i nie pomaga w określeniu, czy spełnia ono definicję materialności.

#### Ogólna teoria względności
Ogólna teoria względności wprowadza grawitację jako obserwowany efekt krzywizny czasoprzestrzeni. Jedną z konsekwencji jest fakt, że układu obiektów o niezerowej objętości nie można traktować jak jeden obiekt fizyczny (chyba że w przybliżeniu, lub dla małych pól), gdyż oddziaływanie grawitacyjne między nimi nie pozwala na ich przedstawienie na jednym układzie inercjalnym.
Zgodnie z ogólną teorią względności, oddziaływanie grawitacyjne jest konsekwencją niezerowego tensora energii-pędu w danym punkcie czasoprzestrzeni, którego składowe są związane z energią, pędem i ciśnieniem w tym punkcie. Energia i w konsekwencji grawitacja nie zawsze może być przypisana konkretnej cząstce. Istnieje np. tzw. energia próżni, lub ujemna grawitacyjna samoenergia układu.
Co więcej, OTW przewiduje np. istnienie cząstek o ujemnej energii w tzw. ergoobszarze wokół obracających się czarnych dziur.
Pojęcie masy relatywistycznej i spoczynkowej, które pozwalało w STW na przeniesienie części intuicji z mechaniki klasycznej, w OTW przestaje pełnić tę funkcję. Na gruncie OTW można jednak jako materię zdefiniować wszystkie obiekty posiadające niezerowy tensor energii-pędu, czyli wytwarzające grawitację i jej podlegające, w tym także pole grawitacyjne.

## Definicje materii

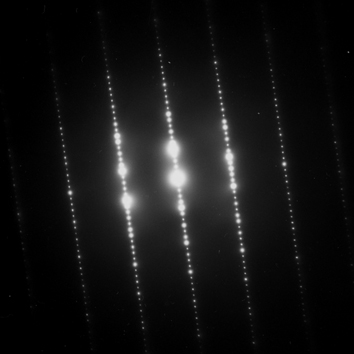
Obraz dyfrakcji elektronu, dowodzący, że materia ma również naturę falową

W klasycznej fizyce XIX wieku zakładano, że dwie cząstki materialne nie mogą się znajdować w tym samym miejscu (nieprzenikalność materii), a jej podstawową właściwością jest niezmienna masa, wytwarzająca przyciąganie grawitacyjne.
Wraz z nadejściem mechaniki kwantowej i ogólnej teorii względności okazało się, że:
- Cząstki o niezerowej masie spoczynkowej, tradycyjnie uważane za materialne, mają również cechy fal (tzw. fale de Broglie’a). Z drugiej strony np. światło, tradycyjnie uważane za falę, można opisywać także jako strumień cząstek (dualizm korpuskularno-falowy).
- Cząstki elementarne dzielą się na dwie duże rodziny (fermiony o spinie ułamkowym i bozony o spinie całkowitym)[20]. Dwa fermiony w tym samym stanie kwantowym rzeczywiście nie mogą znaleźć się w tym samym miejscu (zakaz Pauliego)[21]. Bozony jednak nie mają takich ograniczeń, w dodatku im więcej bozonów znajduje się w danym stanie kwantowym, tym większe jest prawdopodobieństwo, że kolejny również się tam znajdzie[22]. Co więcej, układy fermionów mogą zachowywać się jak bozony (np. jądra helu 4He albo pary Coopera)[23].
- Nawet w próżni, w każdej chwili tworzą się i unicestwiają cząstki wirtualne, co ma obserwowalne skutki (efekt Casimira)[24].
- Grawitacja jest związana z energią oraz pędem (ściślej: ze składowymi tzw. tensora napięć-energii)[25], a nie tylko z masą spoczynkową.

### Cztery definicje
W różnych działach fizyki i innych nauk przyrodniczych używa się kilku różnych definicji materii.
W fizyce stosuje się termin materia na określenie, co najmniej, trzech różnych kategorii obiektów fizycznych (trzy definicje węższe):
- z masą (spoczynkową), jako atrybutem – materia to wszystkie obiekty, o różnej od zera masie spoczynkowej[12] (tzw. materia masywna[26])[c],
- bazująca na określeniu jej cząstek fundamentalnych – materia to wszystkie obiekty złożone z elementarnych fermionów[27] (tzw. materia fermionowa[28]),
- bazująca na częstości występowania w naszej okolicy Wszechświata – materia to wszystkie obiekty złożone z dwu odmian cząstek elementarnych (o identycznej masie i czasie życia, ale o przeciwnym znaku ładunku elektrycznego oraz wszystkich addytywnych liczb kwantowych), które przeważają w naszej okolicy Wszechświata[29] (tzw. koinomateria[30], według terminologii Alfvéna, w przeciwstawieniu do antymaterii)[31]

oraz na określenie wszelkich (według obecnego stanu wiedzy fizycznej) obiektów fizycznych (definicja najszersza):
- bazująca na zdolności do wytwarzania grawitacji – materia to wszystkie obiekty wytwarzające grawitację i jej podlegające[16][17][18], czyli o niezerowej energii[12].

Definicje te różnią się w konsekwencjach:
| Nazwa                                                                                      | Materia masywna                                                       | Materia fermionowa                                                                       | Koinomateria | Materia                                                                                                 |
| definicja                                                                                  | materia to wszystko co ma niezerową masę spoczynkową                  | materia to wszystko co składa się z elementarnych fermionów                              | materia to wszystko co składa się z tej, z dwu, odmian cząstek elementarnych, która przeważa w naszej okolicy Wszechświata | materia to wszystko co ma niezerową energię (tensor energii-pędu) wytwarza grawitację                   |
| ------------------------------------------------------------------------------------------ | --------------------------------------------------------------------- | ---------------------------------------------------------------------------------------- | --- | --- |
| obejmowane cząstki                                                                         | tylko fermiony i bozony masywne                                       | tylko cząstki złożone z elementarnych fermionów (także bozony złożone, niefundamentalne) | tylko fermiony i bozony o „naszych” znakach ładunku elektrycznego oraz wszystkich addytywnych liczb kwantowych             | wszelkie cząstki                                                                                        |
| pola fizyczne (np. pole elektromagnetyczne) inaczej nośniki oddziaływań, bozony cechowania | nie wchodzą w skład materii (z wyjątkiem bozonów oddziaływań słabych) | nie wchodzą w skład materii                                                              | nie wchodzą w skład materii (z wyjątkiem bozonu W−)                                                                        | wchodzą w skład materii                                                                                 |
| zakrzywienie czasoprzestrzeni                                                              | nie tylko materia zakrzywia czasoprzestrzeń                           | nie tylko materia zakrzywia czasoprzestrzeń                                              | nie tylko materia zakrzywia czasoprzestrzeń                                                                                | materia to inaczej wszystko, co zakrzywia czasoprzestrzeń                                               |
| zachowanie w przemianach                                                                   | materia może tworzyć się z pola i znikać, przekształcając w pole      | materia może tworzyć się z pola i znikać, przekształcając w pole                         | materia może tworzyć się z pola i znikać, przekształcając w pole                                                           | materia zmienia się, lecz nie tworzy i nie znika (z dokładnością do zasady nieoznaczoności Heisenberga) |

Pierwsza, druga i trzecia definicja obejmują różne zakresy obiektów fizycznych (np. bozony oddziaływań słabych są materią według pierwszej definicji, ale nie drugiej), jedynie czwarta obejmuje wszystkie obiekty (przedmioty) fizyczne. Czwarta definicja nie daje się bardziej rozszerzyć, gdyż wszystkie posiadające energię obiekty fizyczne oddziałują najpowszechniejszym oddziaływaniem – grawitacyjnym, a brak energii uniemożliwiłby zaobserwowanie danego obiektu w jakikolwiek sposób, więc nie ma obserwowalnych obiektów fizycznych poza czwartą definicją.
Także, jedynie przyjmując czwartą definicję, można mówić o potwierdzeniu przez fizykę współczesną prawa zachowania materii, w postaci zasady zachowania energii (z dokładnością do zasady nieoznaczoności Heisenberga). Przy przyjęciu pierwszej definicji, ze względu na niezachowanie np. w reakcjach jądrowych tradycyjnie rozumianego prawa zachowania masy, można mówić o znikaniu i pojawianiu się materii (deficyt masy, anihilacja, kreacja par).

## Organizacja materii

### Cząstki fundamentalne i oddziaływania podstawowe

#### Fermiony fundamentalne
Zgodnie z Modelem Standardowym istnieje dwanaście rodzajów fermionów fundamentalnych – elementów podstawowych, z których składa się materia (według definicji drugiej), podzielonych na trzy grupy zwane generacjami, po cztery cząstki w każdej grupie. Sześć z tych cząstek to kwarki, mające ładunek koloru i ładunek elektryczny, pozostałe sześć to leptony, bez ładunku koloru. Trzy z leptonów są neutrinami, bez ładunku elektrycznego, a trzy mają ładunek elektryczny równy –1 e: elektron, mion i taon.
W każdej generacji są dwa leptony i dwa kwarki. Materię trwałą, która nas otacza, tworzą: elektron, kwark górny (u) oraz kwark dolny (d), wraz z neutrino elektronowym tworzące pierwszą generację. W następnych generacjach występują po cztery cząstki odpowiadające cząstkom z pierwszej generacji (lecz o innej masie). Drugą generację tworzą: mion, neutrino mionowe, kwark dziwny (s) i kwark powabny (c), zaś trzecią: taon, neutrino taonowe, kwark denny (b) i kwark szczytowy (t).
Wymienione cząstki tworzą zwykłą materię, zwaną też koinomaterią. Każdy fermion ma swój odpowiednik w antymaterii zwany antycząstką. Łącznie zatem jest ich 24.

#### Bozony fundamentalne

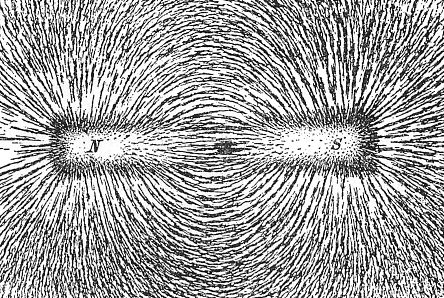
Żelazne opiłki umieszczone w pobliżu magnesu układają się wzdłuż linii sił, będących jednym z przejawów oddziaływania elektromagnetycznego

Materia tworzy określone struktury w wyniku określonych oddziaływań. Wszystkie oddziaływania obserwowane w przyrodzie są wynikiem czterech oddziaływań podstawowych. Według Modelu Standardowego oddziaływania przenoszone są przez nośniki oddziaływań (specjalne cząstki – kwanty pola). W mechanice klasycznej „nośnikami” oddziaływań są wyłącznie pola. W kwantowej teoria pola oddziaływanie polega na wytworzeniu lub pochłonięciu cząstki przenoszącej oddziaływanie.
Model Standardowy przewiduje dwanaście rodzajów cząstek odpowiedzialnych za przenoszenie oddziaływań między innymi cząstkami zwanych bozonami cechowania (bozonami fundamentalnymi):
- osiem gluonów (kwantów pola sił kolorowych) – przenoszą oddziaływanie silne (oddziałują nim cząstki mające ładunek koloru: kwarki i same gluony), wiążące składniki jądra atomowego
- dwa wuony i jeden zeton (kwanty pola sił słabych) – przenoszą oddziaływanie słabe (oddziałują nim lewoskrętne kwarki i leptony, oraz ich prawoskrętne antycząstki), odpowiedzialne za pewne rozpady promieniotwórcze
- foton (kwant pola elektromagnetycznego) – przenosi oddziaływanie elektromagnetyczne (oddziałują nim cząstki mające ładunek elektryczny), m.in. wiążące atomy oraz cząsteczki chemiczne

Poza Modelem Standardowym jest proponowany przez niektóre kwantowe teorie grawitacji:
- grawiton – kwant pola grawitacyjnego – jako cząstka odpowiedzialna za istnienie grawitacji (oddziałują nim wszystkie obiekty fizyczne).

Oddziaływania silne i elektromagnetyczne sprawiają w szczególności, że materia organizuje się w atomy i cząsteczki. Dzięki grawitacji powstają struktury w skali astronomicznej, takie jak planety czy galaktyki.

### Skala jądra atomowego

Schemat struktury protonu. Żółte „sprężyny” symbolizują oddziaływanie silne. W istocie kwarki w jądrze są otoczone chmurą ciągle powstających i znikających cząstek wirtualnych, stanowiących nawet 98% masy jądra.

Związane oddziaływaniem silnym (tzn. wymieniające gluony) kwarki tworzą hadrony (złożone z trzech kwarków bariony, będące fermionami złożonymi i złożone z kwarku i antykwarku mezony, będące bozonami złożonymi).
W skład zwykłej materii tzw. barionowej wchodzą, będące barionami nukleony: proton (dwa kwarki górne i jeden kwark dolny) i neutron (dwa kwarki dolne i jeden kwark górny). Kwark górny ma ładunek elektryczny +2/3 e, a kwark dolny –1/3 e. Sprawia to, że neutron ma zerowy ładunek, a proton równy +1 e.
Istnieją też bariony mające w swoim składzie kwark dziwny – hiperony. Może także istnieć tzw. materia dziwna – plazma kwarkowo-gluonowa, będąca jakby jednym olbrzymim hadronem, której składnikiem też jest kwark dziwny.
Protony i neutrony związane oddziaływaniem silnym (za pośrednictwem mezonów π) tworzą jądra atomowe. Protony odpychają się elektrostatycznie, jednak jądro utrzymywane jest w całości przez oddziaływanie silne. Działa ono tylko na niewielką odległość, dlatego jądra zbyt duże i masywne stają się nietrwałe, co prowadzi do samorzutnego ich rozpadu.
Może także istnieć tzw. materia neutronowa, będąca jakby jednym olbrzymim jądrem atomowym.
Liczba protonów w jądrze atomowym to liczba atomowa, a suma liczb protonów i neutronów to liczba masowa. Jądro atomowe o określonej liczbie protonów i neutronów nazywamy nuklidem. Nuklidy o jednakowej liczbie protonów, a różnej neutronów, to izotopy, o jednakowej liczbie neutronów, a różnej protonów, to izotony, a o jednakowej liczbie masowej, lecz różnych liczbach protonów i neutronów, to izobary.

### Skala atomowa

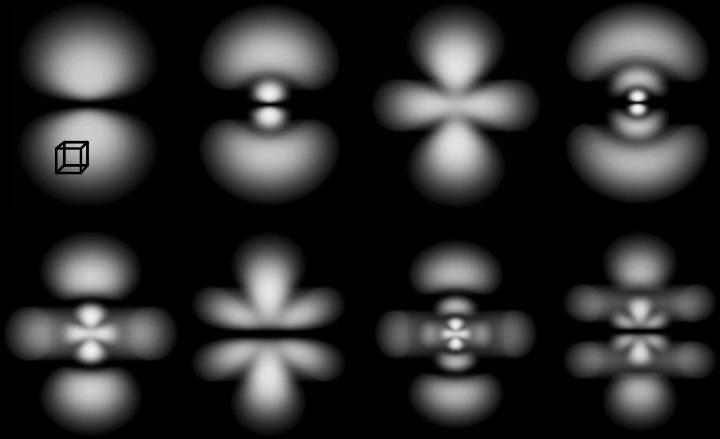
Kształty orbitali – miejsca w których najbardziej prawdopodobne jest znalezienie elektronu

Obiekt fizyczny złożony z jądra atomowego i znajdujących się w otoczeniu jądra (ale w odległości znacznie większej niż promień jądra), związanych z nim oddziaływaniem elektromagnetycznym (siłą elektrostatyczną), elektronów to atom. Nazwa ta pochodzi z greckiego ἄτομος – niepodzielny, gdyż kiedyś uważano go za najprostszy składnik materii.
Elektron w atomie może znajdować się w jednym z wielu możliwych tzw. stanów kwantowych, opisywanych matematycznie tzw. funkcją falową, z której wynika m.in. prawdopodobieństwo znalezienia tej cząstki w zadanym obszarze.
Falowa natura cząstek elementarnych sprawia, że ich położenie nie jest ściśle określone. Niekiedy za Feynmanem mówi się o chmurze elektronowej (o gęstości i kształcie zależnych od stanu kwantowego), zamiast o elektronie w atomie, dla podkreślenia, że elektron powinien być traktowany raczej jako obiekt rozmyty, zgodnie z jego falową naturą.
Dozwolone prawami mechaniki kwantowej stany elektronu w atomie, są opisywane przez funkcje falowe zwane orbitalami atomowymi.
Energia elektronu, kręt (orbitalny moment pędu), spin oraz orientacja przestrzenna wektorów krętu i spinu mogą przybierać wyłącznie wartości nieciągłe (skwantowane), określone przez liczby kwantowe: n, l, ml, s, ms. Zakaz Pauliego sprawia, że dwa elektrony nie mogą być w stanie o tych samych wartościach wszystkich liczb kwantowych. Trzy (n, l, ml), wyznaczają orbital, czwarta (s), jest stała dla pojedynczego elektronu, piąta (ms), określa orientację przestrzenną spinu elektronu, któremu jest ten orbital przypisany (który „obsadza” ten orbital), i może przyjąć jedną z dwóch wartości, więc „na” jednym orbitalu mogą być co najwyżej dwa elektrony. Orbitale atomowe grupują się w tzw. powłoki elektronowe i podpowłoki elektronowe. Przypisanie elektronów poszczególnym podpowłokom to konfiguracja elektronowa atomu.
Atom, w którym liczba elektronów jest różna od liczby protonów (co powoduje posiadanie przez atom niezerowego wypadkowego ładunku elektrycznego) nazywamy jonem.
Zbiór atomów o tej samej liczbie protonów w jądrze (liczbie atomowej), to pierwiastek chemiczny. Atomy jednego pierwiastka mogą różnić się liczbą neutronów w jądrze – są to tzw. izotopy.

### Skala cząsteczkowa

Schematyczny model najbardziej prawdopodobnego położenia atomów w cząsteczce sacharozy i wiązań między nimi.

Atomy mogą łączyć się w cząsteczki, których względną trwałość zapewniają wiązania chemiczne. Wiązania chemiczne powstają dzięki wymianie elektronów między atomami, która może odbywać się na dwa sposoby:
- kowalencyjny – polegający na uwspólnianiu par elektronów przez dwa lub więcej atomów; w kategoriach mechaniki kwantowej uwspólnione pary elektronów obsadzają odpowiednie orbitale molekularne
- jonowy – polegający na trwałym przeniesieniu elektronów z jednego atomu na drugi, w którego wyniku na jednym z atomów tworzy się całkowity ładunek ujemny, a na drugim dodatni; w efekcie powstaje para jonowa, która jest związana z sobą zwykłymi oddziaływaniami elektrostatycznymi.

Najmniejsze cząsteczki zawierają tylko dwa atomy (np. H2), największe mogą liczyć nawet setki milionów atomów (np. DNA). Największe cząsteczki można już obserwować z użyciem mikroskopu optycznego.

### Skala makroskopowa

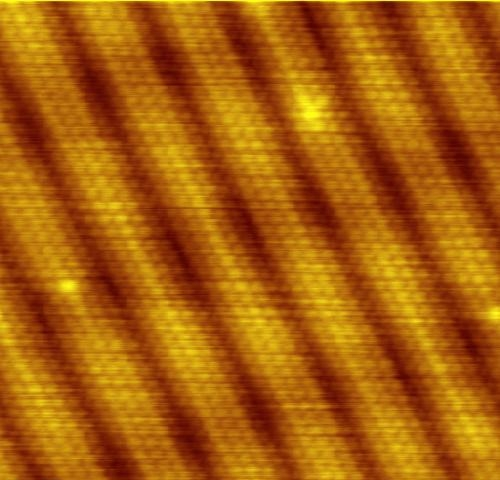
Obraz ze skaningowego mikroskopu tunelowego pokazujący pojedyncze atomy złota.

Obok wiązań atomowych istnieją oddziaływania międzycząsteczkowe, w których elektrostatycznie oddziałują całe cząsteczki. Oddziaływania te starają się związać cząsteczki ze sobą w większe struktury (agregaty, krystality). Przeciwstawia się temu ciągły ruch cząsteczek, którego makroskopowym przejawem jest temperatura.
Za pomocą oddziaływań międzycząsteczkowych (siły Van Der Waalsa, wiązania wodorowe itp.) cząsteczki chemiczne niekiedy łączą się w tzw. cząstki supramolekularne. Cząstki supramolekularne odgrywają kluczową rolę w funkcjonowaniu organizmów żywych. Część tego rodzaju cząstek jest na tyle duża, że da się je obserwować pod mikroskopem optycznym.
W skali makroskopowej z czterech oddziaływań obserwowalne są jedynie oddziaływania elektromagnetyczne i grawitacja, gdyż zanikają one najwolniej wraz z odległością.

#### Stany skupienia materii
Efektem oddziaływań międzycząsteczkowych są również tzw. stany skupienia materii. Tradycyjnie wyróżnia się trzy stany skupienia według nomenklatury z XVII w.:
- stały (ciało stałe)
- ciekły (ciecz)
- lotny (gaz)

oraz dodany w czasach nam współczesnych czwarty stan, czyli
- gaz zjonizowany (plazma).

Jeśli oddziaływania są tak małe, tak że energia ruchu cząsteczek umożliwia im dowolnie oddalenie się, to ciało jest gazem. Gdy energia ruchu nie jest w stanie pokonać energii oddalania się cząsteczki od pozostałych cząsteczek, ale jest wystarczająco duża, by cząsteczka mogła zmieniać położenie względem innych cząsteczek, powstaje ciecz. Gdy oddziaływania te są jeszcze silniejsze i cząsteczki nie mogą poruszać się swobodnie ruchem postępowym, powstaje ciało stałe. Stan skupienia zależy od składu chemicznego oraz warunków termodynamicznych, takich jak temperatura czy ciśnienie.
Nowsze badania wykazały, że stały i ciekły stan skupienia mogą być realizowane na wiele różnych sposobów różniących się układem cząsteczek. Sposoby te są nazywane fazami materii.

### Skala astronomiczna
W skali pojedynczych ciał niebieskich oddziaływanie elektromagnetyczne ma mniejsze znaczenie niż grawitacja. Istnieją jednak takie obiekty jak pulsary, w których efekty elektromagnetyczne odgrywają dużą rolę. W jeszcze większej skali oddziaływanie elektromagnetyczne przestaje się liczyć, a rolę odgrywa wyłącznie grawitacja.
Grawitacja wiąże w całość materię, tworząc gwiazdy czy planety, wiąże też ciała niebieskie w większe struktury. Niekiedy tworzą one układy planetarne, takie jak Układ Słoneczny. Istnieją też układy gwiazd nieposiadające planet, tzw. gwiazdy wielokrotne. W większej skali gwiazdy tworzą gromady. Materia nie musi jednak być skupiona w gwiazdy czy planety. Istnieje również materia międzygwiazdowa, tworząca niekiedy mgławice. Gwiazdy (z ewentualnymi planetami) oraz materia międzyplanetarna i międzygwiazdowa tworzą galaktyki, a te (wraz z materią międzygalaktyczną) grupy galaktyk, gromady i supergromady. Wyniki badań z ostatnich lat wskazują na to, że supergromady mogą tworzyć jeszcze większe struktury – tzw. włókna i ściany, otaczające olbrzymie obszary pustki, nadając kosmosowi w największej skali kształt piany.
Obserwacje wskazują, że we wszechświecie, w skali astronomicznej, mogą występować także inne, niewidoczne odmiany materii zwane ciemną materią. Jej natura nadal stanowi zagadkę.